# Atlantoraphidia maculicollis
Atlantoraphidia maculicollis là một loài côn trùng trong họ Raphidiidae thuộc bộ Raphidioptera. Loài này được Stephens miêu tả năm 1836.